# Mo Ostin
Mo Ostin, de son vrai nom Morris Meyer Ostrofsky, est un producteur de musique américain né le 27 mars 1927 à New York et mort le 31 juillet 2022. Il est principalement connu à la tête de Warner Bros. Records.

## Biographie
Ostin a grandi à Los Angeles, en Californie, dans le même quartier qu'Irving Grantz, frère de Norman Granz, fondateur du label de musique Verve Records ; ce dernier lui obtient un emploi pour le label en 1954. Lorsque Frank Sinatra quitte Capitol Records en 1960 pour lancer son propre label, Reprise Records, Ostin en devient vice-président. Reprise Records avait sous contrat des musiciens comme Dean Martin et Sammy Davis Jr., et lorsque le label a été acquis par Warner Bros. Records en 1963, Ostin reste dans la structure en signant avec d'autres pointures comme The Kinks ou Jimi Hendrix en 1967. Au début des années 1970, il est nommé président du label par Steven Ross (en), directeur de Warner Bros.
Sous la direction d'Ostin, Warner Bros. Records a pu soutenir des musiciens tels que Fleetwood Mac, Frank Zappa, Grateful Dead, James Taylor, Joni Mitchell, Neil Young, Paul Simon, Prince, Randy Newman, Ry Cooder, The Beach Boys, The Fugs et Van Morrison. Plus tard, il comptera également R.E.M. ou Red Hot Chili Peppers. Après 32 ans, Ostin quitte la Warner Bros. Records en 1995 parce qu'il n'aimait pas le nouveau directeur de Warner, Robert Morgardo.
À la fin des années 1990, Ostin passse chez DreamWorks avec Lenny Waronker, où ils produisent entre autres Randy Newman, Elliott Smith et Rufus Wainwright.
Il entre au Rock and Roll Hall of Fame en 2003.